# Bajecznie bogaci Azjaci
Bajecznie bogaci Azjaci (ang. Crazy Rich Asians) – amerykańska komedia romantyczna z 2018 roku w reżyserii Jona M. Chu, z Constance Wu i Henrym Goldingiem w rolach głównych, na motywach powieści Kevina Kwana.

## Fabuła
Akcja filmu rozgrywa się w Singapurze w czasach współczesnych. Rachel Chu, młoda Amerykanka przylatuje do Singapuru ze swoim chłopakiem Nickiem Youngiem. Planują wziąć udział w weselu przyjaciela. Rachel pierwszy raz odwiedzi dom przyszłej teściowej. Zderzy się ze zwyczajami zamożnych chińskich tradycjonalistów.

## Obsada
W filmie wystąpili, m.in.:
- Constance Wu jako Rachel Chu
- Henry Golding jako Nick Young
- Michelle Yeoh jako Eleanor Young
- Gemma Chan jako Astrid Young Teo
- Lisa Lu jako Ah Ma
- Awkwafina jako Peik Lin Goh
- Harry Shum Jr. jako Charlie Wu
- Ken Jeong jako Wye Mun Goh
- Sonoya Mizuno jako Araminta Lee
- Chris Pang jako Colin Khoo
- Ronny Chieng jako Eddie Cheng
- Remy Hii jako Alistair Cheng
- Pierre Png jako Michael Teo

## Premiera
Film miał swoją światową premierę  w Los Angeles 7 sierpnia 2018. Na ekrany polskich kin wszedł 31 sierpnia 2018.

## Nagrody
Film nagrodzono, m.in.
- Afroamerykańskie Stowarzyszenie Krytyków Filmowych 2018
  - Wygrana: Nagroda za szczególne osiągnięcie
- Nagroda Dziennikarzy Amerykańskich 2019
  - Wygrana: Najlepsza komedia
- Czytelnicy magazynu „Seventeen” 2019
  - Wygrana: Ulubiona komedia
- Gildia Dyrektorów Artystycznych 2019
  - Wygrana: Nagroda za doskonałość przeprowadzenia produkcji
- Stowarzyszenie Krytyków Filmowych 2019
  - Wygrana: Najlepsza komedia